# Alfarería en la provincia de Orense
La alfarería en la provincia de Orense (España), además de la producción anterior a la Hispania romana y los restos arqueológicos anteriores al periodo medieval, ha tenido su desarrollo histórico documentado desde el siglo xvi.
Un trabajo de campo realizado en 1976 por Natacha Seseña, Margarita Sáenz de la Calzada y José Luis Bouza Álvarez, partiendo de los estudios previos publicados por Manuel Váquez Varela, Alfredo García Alén y su hermano Luciano, da noticia de actividad alfarera en los castros de la zona ya entre los siglos v a. C. al ii a. C. El ilustrado Martín de Sarmiento, por su parte, especulaba que el topónimo «oleiro» parece hacer referencia a esos lugares donde quedaron restos de cerámica, antes que a los fabricantes o vendedores de ollas (menaje de barro).
De forma documental, se censan alfares desde el siglo xvi, y Larruga en sus Memorias políticas y económicas (1792), registra 168 alfares en el conjunto de las provincias gallegas, concentrados en las dos áreas de producción diferenciadas por García Alén: la Galicia exterior o costera y el área sureste que limita con Portugal y Zamora y que es el que importa en el estudio de la alfarería orensana, aunque también incluiría focos del sur de la provincia de Lugo como los de Gundivós y su entorno geográfico.
Como ha ocurrido en el resto de España, desde el último tercio del siglo xx se ha recuperado la actividad alfarera y el diseño cerámico de cacharrería, para uso decorativo y mercado turístico.

## Niñodaguia
Situado en la comarca de La Limia (concejo de Junquera de Espadañedo en Orense), «O niño da Aguia»,) ha sido reconocido por los investigadores como uno de los focos de mayor identidad y tradición alfarera del noroeste de la península ibérica,
En su variada producción, caracterizada por el meloso vidriado amarillo, que trasluce el color de la arcilla también amarillenta, se reconoce la antigüedad del proceso de horneado y «el porte primitivo y armónico» de las piezas de mayor tradición.

## Otros focos alfareros tradicionales
Partiendo de los trabajos de campo recogidos en la Guía de los alfares de España publicada en 1981, dirigida por el etnólogo alemán Rüdiger Vossen y la investigadora Natacha Seseña, y los trabajos específicos que sobre la alfarería gallega dejaron los hermanos García Alén, pueden registrarse focos tradicionales –en casi todos los casos, ya desaparecidos– los de Santomé, Ramirás, Pereiro de Aguiar, Loñoá das Olas, Alto do Couso, Esgos y Maceda.

### Tioira
Los alfares de Tioira, una treintena antes de la guerra civil española y desaparecidos a finales de la década de 1970, tuvieron producción de jarras para medir el vino («canabarros do viño»), ollas («olas»), paragüeros y otros utensilios, pero siempre sin vidriar. En 2017 se abrió un museo-taller para recordar al último artesano de «O Batán» y practicar con el torno alfarero. Se trabajaba en la propia casa y la producción de color pardo oscuro, se hacía con arcilla de Balbón y de Soutiño-Novo. Aunque el acabado era muy sencillo, según García Alén, la última «ola do día» se decoraba a modo de celebración, y para las ocasiones especiales se les trazaban a las «olas» incisiones y dibujos de «líneas, riscos, punteado, trazos en zig-zag o ringo-rango», o líneas onduladas como lazos. La «ola» para conservar o transportar el agua tenía el porte panzudo de los primitivos cántaros y pequeñas tinajas, tan similares a las vasijas de cerámica habituales en los restos arqueológicos de toda la península ibérica.

### Portomourisco
Esta parroquia de la Comarca de Valdeorras y dentro del municipio de Laroco, ha dejado noticia de un modelo de alfarería hecha por mujeres, trabajando en el torno bajo ancestral situado en la cocina de la casa. Estas «oleiras» «laboraban de sol a sol durante el verano», mientras que las tareas de extraer el barro, recoger la leña para alimentar los hornos, y el posterior proceso de la venta de los cacharros lo realizaban los hombres. Sin embargo, en la zona de Loñoá, eran las mujeres de la familia las que se encargaban de la venta y distribución, siendo conocidas como «as regateiras». Entre las piezas más habituales pueden citarse las barrilas y las «cuncas».